# 加布·拉貝爾
加布里埃爾·「加布」·拉貝爾（英語：Gabriel "Gabe" LaBelle，2002年9月20日——）是一位加拿大-美國演員。他最著名的作品是在斯蒂芬·斯皮尔伯格的準自傳作品《法貝爾曼》中飾演Sammy Fabelman角色。拉貝爾出生在溫哥華，是一位猶太人。

## 外部連結
- 加布·拉貝爾在互联网电影资料库（IMDb）上的資料（英文）